# Drien Jalo (Meukek)
Drien Jalo is een bestuurslaag in het regentschap Aceh Selatan van de provincie Atjeh, Indonesië. Drien Jalo telt 223 inwoners (volkstelling 2010).